# Poperinge
Poperinge (dříve také uváděno jako Poperinghe) je město v belgické provincii Západní Flandry ve vlámském regionu s bohatou historií. Oblast je známá pěstováním chmele a výrobou krajek.

## Město
Poperinge se nachází několik kilometrů západně od Yper. Region je známý pěstováním chmele, přičemž se zde vypěstuje cca 80 % jeho belgické produkce. Ve městě sídlí národní muzeum chmele a v nizozemštině se mu říká hlavní město chmele: hoofd stad, což znamená hlavní město, bylo přetvořeno na hoppe stad. V září se zde jednou za tři roky koná slavnost a přehlídka chmele. Naposledy se konala v roce 2011. Místní pivo se nazývá Hommel, což je v západoflanderském dialektu chmel.
Zvonkohra na věži Sint-Bertinuskerk, nejstaršího kostela ve městě, byla od středověku považována za jednu z nejkrásnějších ve Flandrách. Během válečné vřavy v roce 1677 byla zničena, k jejímu obnovení došlo v roce 1781.
Partnerským městem Poperinge je od roku 1964 i Žatec. Na počest partnerství bylo v Žatci jedno z nejnovějších náměstí pojmenováno náměstí Poperinge.
Poperinge je rodištěm Dirka Frimouta, prvního belgického astronauta, po kterém je pojmenován městský park.

## Administrativa
Vedle města Poperinge obec Poperinge rovněž zahrnuje několik přilehlých vesnic (tzv. "deelgemeenten" – tzn. obcí nižší úrovně), a to Krombeke, Proven, Reningelst, Roesbrugge-Haringe and Watou. V okolí města Poperinge se také nachází osady Abele a Sint-Jan-Ter-Biezen, ale ty nemají status ani "deelgemeente", neboť nebyly před sjednocením obcí v Belgii v 70. letech 20. století samostatnými obcemi.
Roesbrugge-Haringe se ve skutečnosti skládá ze dvou samostatných vesnic: Roesbrugge a Haringe.
Osada Abele se nachází u hranic s Francií a její část leží na francouzském území.
| #              | Název                                     | Rozloha | Počet obyvatel (1999) |
| -------------- | ----------------------------------------- | ------- | --------------------- |
| I              | Poperinge                                 | 47,61   | 12.644                |
| II             | Krombeke                                  | 8,54    | 711                   |
| III            | Proven                                    | 13,10   | 1.394                 |
| IV             | Reningelst                                | 15,20   | 1.405                 |
| V (VII) (VIII) | Roesbrugge-Haringe - Roesbrugge - Haringe | 11,60   | 1.105                 |
| VI (IX) (X)    | Watou - Sint-Jan-Ter-Biezen - Abele       | 23,28   | 1.940                 |

Obec sousedí s velkým počtem venkovských vesnic a vzhledem k vzhledem k tomu, že její hranice jsou dlouhé, i s velkým počtem francouzských obcí.

## Historie
Archeologické vykopávky v oblasti odhalily osídlení již v neolitu. V době Římského impéria se místo stalo dostupné z cesty mezi Casselem a Aardenburgem. V době Franků se město objevuje pod názvem Pupurningahem a v polovině 7. století se stalo místem církevních oslav Svatého Omera. Flanderský hrabě Dětřich Alsaský udělil městu v roce 1147 na žádost opata městská privilegia. Od této doby začalo vzkvétat jako centrum výroby oděvů a z důvodu rostoucí populace byly v roce 1290 k již existujícímu kostelu Sint-Bertinuskerk přidány ještě kostely svatého Jana (Sint-Janskerk) a Panny Marie.
V roce 1322 Louis z Nevers zakázal výrobu oděvů mimo Ypry, což vedlo ke vzpouře obyvatel proti němu v následujícím roce. Nikdy se tomuto omezení jejich zdroje obživy nepodřídili a soustavně hledali způsoby, jak se zákazu vyhnout.  Jejich odpor během tohoto období jim vysloužil přízvisko keikoppen (tzn. umíněnci, resp. dubové palice), tento výraz byl poprvé zaznamenán v roce 1341, kdy Yperská milice město napadla.
Během nepokojů za stoleté války Poperinge trpělo z důvodu měnícího se politického spojenectví flanderských hrabat a jejich obchodních následků. V době, kdy podporovali Francouze, byl přerušen obchod s vlnou s Anglií. V průběhu následné vřavy bylo město obsazeno a vypáleno francouzskými jednotkami v roce 1382. V roce 1436 jej postihl stejný osud ze strany anglické armády. V roce 1513 v době úpadku prosperity byla velká část města poničena požárem a v roce 1563 znovu. V této době Poperinge zburcováno k podpoře protestantů a zúčastnilo se povstání v roce 1566. V důsledku bojů a perzekucí došlo nakonec k tomu, že město a jeho obchod byly zcela zničeny.
Situace se ještě zhoršila z důvodu válek mezi Francouzi a Nizozemci o to, komu bude region náležet. Dohodou z Nijmegenu z roku 1678 město přešlo do francouzských rukou a poté se vrátilo Španělům smlouvou z Riswijku v roce 1697, v roce 1713 bylo utrechtskou dohodou postoupeno Rakušanům. V roce 1794 bylo připojeno k revoluční Francii do departementu Lys.
Po porážce Napoleona se stalo součástí Spojeného nizozemského království, od kterého se Belgie odtrhla v roce 1830. Od té doby Poperinge znovu nalezlo klid a soustředilo se na pěstování chmele, který zde začal být poprvé pěstován již v 15. století.
Během 1. světové války bylo město jedním z pouhých dvou měst v Belgii (druhým bylo Furnes), které nebyly okupovány Němci, proto v něm byly zřízeny ubytovny pro britské jednotky a také poskytovalo bezpečnou zónu pro polní nemocnice. Bylo za frontovou linií, mezi britskými vojáky bylo familiárně nazýváno „Pop“ a představovalo pro ně důležité spojení s jejich rodinami, zvláště prostřednictvím Talbot House. Smutná připomínka na tuto dobu zůstává patrná na radnici, kde byly zachovány dvě cely smrti, a venku na dvoře, kde se konaly veřejné popravy před popravčí četou. Další připomínkou je řada vojenských hřbitovů, které se nachází v okolí, s hroby anglických, australských, francouzských, německých, amerických a čínských vojáků.

## Literární zmínky
Město je spojováno s několika novolatinskými básníky. Jacques May (Jacobus Majus) se narodil v Poperinge a vytvořil latinsky psanou veršovanou epištolu v sapfické strofě, která se datuje do roku 1563.
Koncem 16. století Maximilian de Vriendt napsal báseň, která chválí město a jeho kostely:
Non formosa pales, non hospitae in urbe napeae,
Non agiles radii, Palidiique coli
Non celebres baiae (quae dos tua propria) tantis
Nominibus celebrem te, Poperinga vehunt:
Quantum larga manus, pietasque insigne avorum,
In superos templis testificata sacris.
Omnia de nobis praedantur fata: Tonanti
Quas damus, has solas semper habemus opes.
Vlámský básník Gislain de Coninck, který se ve městě narodil, přeložil latinské verše Charlese Wynkiuse v Himni, Quorum Usus Est In Ecclesiastico Dei Cultu a společně byly vydány v roce 1573. V 17. století působili ve městě další dva latinsky píšící básníci, Joannes Bartholomaeus Roens a Petrus Wenis (1648-1726). Wenis vydal Gheestelycken nachtegael (Duchovní slavík, 1698) o zázraku z roku 1479, kdy se dítě narozené mrtvé probudilo k životu, přičemž tato událost se spojuje se sochou Panny Marie v kostele svatého Jana a dodnes se uctívá. 
Poperinge zmiňuje také anglický básník Geoffrey Chaucer, který z něj učinil rodiště jeho vlámského rytíře v "Příběhu sira Thopase" ("The Tale of Sir Thopas") z "Povídek z Canterbury" (Canterbury Tales). 150 let poté anglický básník John Skelton uvádí zmínku o Poperinge (In Popering grew pears when parrot was an egg) ve své dvousmyslné básni "Speak Parrot". Báseň byla útokem na kardinála Wolseyho pro jeho ambici stát se papežem.
V moderní době se město spojuje s jedním z epigramů Charlese Baudelaira ze sbírky Amœnitates Belgicæ, nazvaném Une Béotie belge, v němž se sofistikovaní francouzsky mluvící Bruselané dívají spatra na venkovské Popeginge a vlámské krajany. V následujícím století o městu pojednává dílo "Poperinghe 1917" od kanadského básníka W. W. E.Rosse.

## Osobnosti města
- Dirk Frimout (* 1941), první belgický astronaut
- Anne Provoostová (* 1964), spisovatelka

## Partnerská města
- Berck, Francie, 1980
- Hythe, Anglie, Spojené království, 1980
- Rixensart, Belgie, 1990
- Wolnzach, Bavorsko, Německo, 1965
- Žatec, Česko, 1964